# Erythroxylum umbrosum
Erythroxylum umbrosum är en tvåhjärtbladig växtart som beskrevs av Costa-Lima och M.Alves. Erythroxylum umbrosum ingår i släktet Erythroxylum och familjen Erythroxylaceae. Inga underarter finns listade i Catalogue of Life.